# Silene macrosolen
Silene macrosolen är en nejlikväxtart som beskrevs av Ernst Gottlieb von Steudel och Achille Richard. Silene macrosolen ingår i släktet glimmar, och familjen nejlikväxter. Inga underarter finns listade i Catalogue of Life.